# العلاقات البيلاروسية السويسرية
العلاقات البيلاروسية السويسرية هي العلاقات الثنائية التي تجمع بين روسيا البيضاء وسويسرا.

## مقارنة بين البلدين
هذه مقارنة عامة ومرجعية للدولتين:
| وجه المقارنة                                              | روسيا البيضاء                    | سويسرا                                                                                      |
| --------------------------------------------------------- | -------------------------------- | ------------------------------------------------------------------------------------------- |
| المساحة (كم2)                                             | 207.60 ألف                       | 41.28 ألف                                                                                   |
| عدد السكان (نسمة)                                         | 9.50 مليون                       | 8.21 مليون                                                                                  |
| الكثافة السكانية (ن./كم²)                                 | 45.76                            | 198.89                                                                                      |
| العاصمة                                                   | مينسك                            | برن                                                                                         |
| اللغة الرسمية                                             | اللغة البيلاروسية، اللغة الروسية | اللغة الألمانية، اللغة الإيطالية، لغة فرنسية، اللغة الرومانشية، الألمانية السويسرية الموحدة |
| العملة                                                    | روبل بلاروسي                     | فرنك سويسري                                                                                 |
| الناتج المحلي الإجمالي (بليون دولار)                      | 54.44 مليار                      | 678.89 مليار                                                                                |
| الناتج المحلي الإجمالي (تعادل القوة الشرائية) بليون دولار | 168.35 مليار                     | 518.07 مليار                                                                                |
| الناتج المحلي الإجمالي الاسمي للفرد دولار أمريكي          | 5.74 ألف                         | 80.94 ألف                                                                                   |
| الناتج المحلي الإجمالي للفرد دولار أمريكي                 | 18.18 ألف                        | 59.54 ألف                                                                                   |
| مؤشر التنمية البشرية                                      | 0.798                            | 0.930                                                                                       |
| رمز المكالمات الدولي                                      | +375                             | +41                                                                                         |
| رمز الإنترنت                                              | .by، .бел                        | .ch، .swiss ‏                                                                                |
| المنطقة الزمنية                                           | ت ع م+03:00                      | توقيت وسط أوروبا، ت ع م+01:00، ت ع م+02:00، أوروبا/زيورخ ‏                                   |

## مدن متوأمة
في ما يلي قائمة باتفاقيات التوأمة بين مدن بيلاروسية وسويسرية:
- ترتبط Dobrush [الإنجليزية]‏ مع Ittigen [الإنجليزية]‏ باتفاقية توأمة.
- ترتبط كوبرين مع غلروس باتفاقية توأمة.

## منظمات دولية مشتركة
يشترك البلدان في عضوية مجموعة من المنظمات الدولية، منها:
| علم المنظمة | اسم المنظمة                               | تاريخ انضمام روسيا البيضاء | تاريخ انضمام سويسرا |
| ----------- | ----------------------------------------- | -------------------------- | ------------------- |
|             | مؤسسة التمويل الدولية                     | 2 نوفمبر 1992              | 29 مايو 1992        |
|             | منظمة حظر الأسلحة الكيميائية              | ?                          | ?                   |
|             | يونسكو                                    | 12 مايو 1954               | 28 يناير 1949       |
|             | الاتحاد الدولي للاتصالات                  | 7 مايو 1947                | 1866                |
|             | الأمم المتحدة                             | 24 أكتوبر 1945             | 10 سبتمبر 2002      |
|             | منظمة الشرطة الجنائية الدولية             | ?                          | ?                   |
|             | مجموعة الموردين النوويين                  | ?                          | ?                   |
|             | البنك الدولي للإنشاء والتعمير             | 10 يوليو 1992              | 29 مايو 1992        |
|             | منظمة الأمن والتعاون في أوروبا            | 30 يناير 1992              | 25 يونيو 1973       |
|             | الاتحاد البريدي العالمي                   | ?                          | ?                   |
|             | المركز الدولي لتسوية المنازعات الاستشارية | 9 أغسطس 1992               | 14 يونيو 1968       |
|             | وكالة ضمان الاستثمار متعدد الأطراف        | 3 ديسمبر 1992              | 12 أبريل 1988       |

## وصلات خارجية
- موقع وزارة الخارجية البيلاروسية
- موقع وزارة الخارجية السويسرية